# Vignole Borbera
Vignole Borbera – miejscowość i gmina we Włoszech, w regionie Piemont, w prowincji Alessandria.
Według danych na styczeń 2010 gminę zamieszkiwało 2249 osób przy gęstości zaludnienia 264,9 os./1 km².